# Гуарана
Гуараната (Paullinia cupana) е растение от семейство Sapindaceae. Увивен вечнозелен храст с нечифтоперести листа и бели цветове. Произхожда от Южна Америка (Венецуела и Бразилия). За получаване на дрогата (използваният тук термин „дрога“, който на български означава „наркотично вещество“ не е най-подходящ, доколкото гуараната, вкл. в САЩ, се счита за безопасна) се използват семената, които са тъмно кафяви, около 1 cm дълги, без ендосперм, с изпъкнали семедели. Семената се изпичат и смилат на прах, който се омесва с вода. От получената паста се формират цилиндрични пръчки, 10 – 30 cm дълги и 2,5 – 4 cm в диаметър. Дрогата е почти без миризма, с горчив и слабо стипчив вкус. Съдържа до 6 % кофеин и до 25 % катехинови танини, с част от които е свързан кофеинът. Гуараната е най-богатата на кофеин дрога. Използва се за приготвяне на тонизиращи и ободряващи напитки, за производство на хранителни добавки със същото действие, както и за получаване на чист кофеин.